# 利特維諾韋 (新普斯科夫區)
49°50′45″N 39°12′5″E / 49.84583°N 39.20139°E
利特維諾韋（烏克蘭語：Литвинове）是位於烏克蘭東部的村莊，由盧甘斯克州舊比利斯克區的比洛盧齊克市鎮負責管轄。該村始建於1870年，面積1.98平方公里，海拔高度109米，2001年人口50，人口密度每平方公里25.3人。